# Siedjonjávri
Siedjonjávri är en sjö i kommunen Enontekis i landskapet Lappland i Finland. Sjön ligger 727,3 meter över havet. Arean är 91 hektar och strandlinjen är 5,88 kilometer lång. Sjön  ingår i Torne älvs huvudavrinningsområde.   Den ligger omkring 340 kilometer nordväst om Rovaniemi och omkring 1000 kilometer norr om Helsingfors. 